# Ярославів Вал, 28/29
Будинок № 28/29 («Кам'яниця з левами», будинок Яскевича) — колишній прибутковий будинок, розташований у Києві, на розі вулиць Ярославів Вал й Олеся Гончара.
Будинок — один із зразків житлової забудови кінця ХІХ сторіччя. У ньому мешкали відомі наукові, культурні, політичні і громадські діячі, частину з яких репресували комуністи.
Станом на 2021 рік, фасади спотворені стихійним склінням кількох балконів.

## Історія ділянки

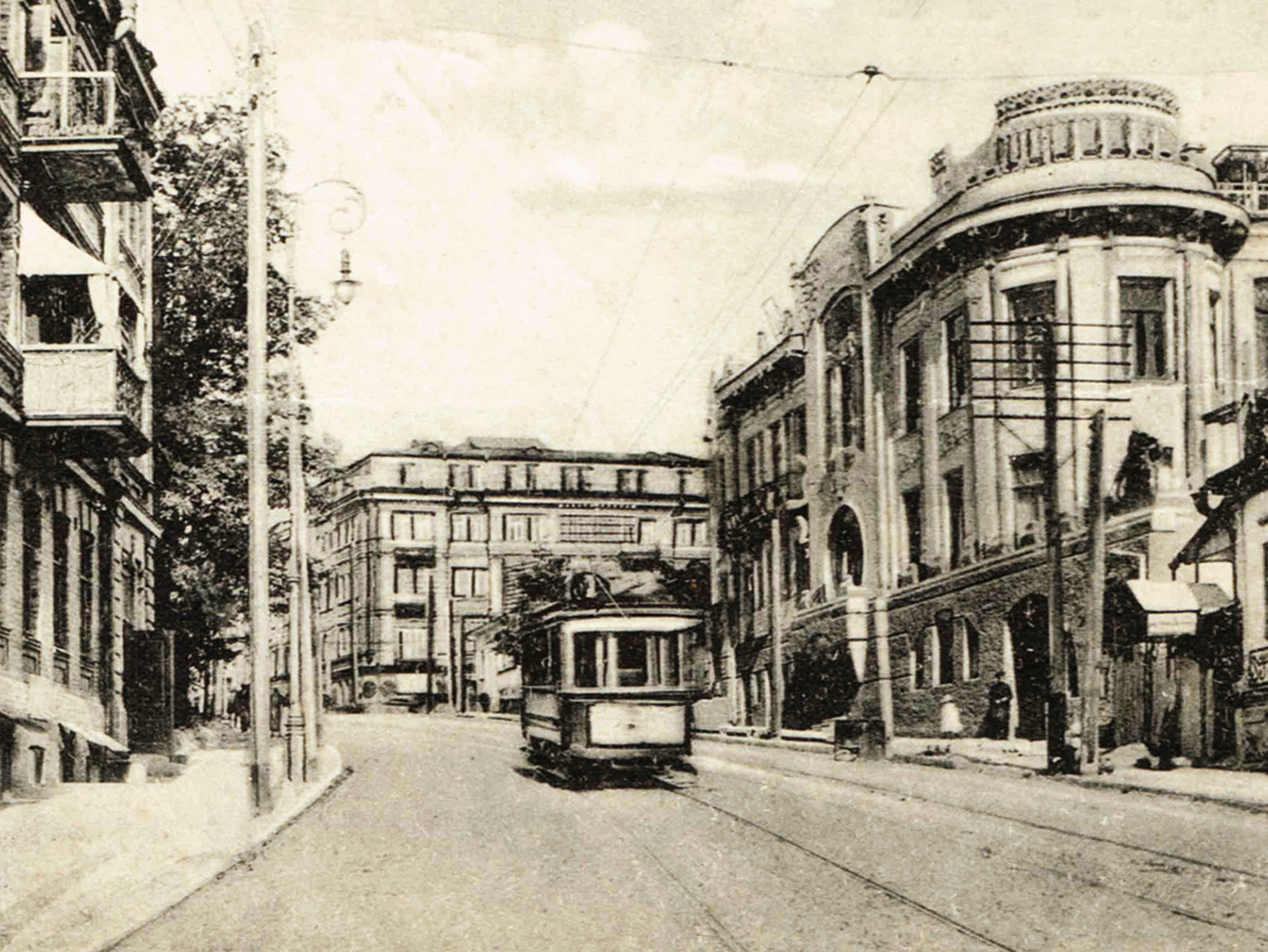
Кам'яниця з левами за трамваєм.
Краєвид з боку вулиці Гончара (після 1911)

На ділянці, згідно з планом 1866 року, розташовувались дерев'яний будинок, господарська споруда і дві землянки. 1 грудня 1897 року садибу площею 0,14 гектар купив цивільний інженер Микола Яскевич. 1898 року, імовірно, за його ж проєктом спорудили прибутковий будинок.
У грудні 1901 року садибу на публічних торгах викупив Полтавський земельний банк. 1906 року Куниш, який придбав нерухомість, надбудував мансарду. У 1915—1918 роках власником був К. Нордстрем, банкір, заступник голови київської філії банку для зовнішньої торгівлі (Хрещатик, 32). Останнім, хто придбав цю будівлю у приватну власність у ХХ сторіччі, стало товариство «Ентін і Марголін».
У квартирах було від двох до семи кімнат. На першому поверсі окрім квартир розташовувалися також крамниця, приміщення для машин. У напівпідвалі розмістили помешкання завідувача будинком, машиніста, кочегара, а також двірницьку, пральню і тринадцять комірчин.
Квартири, які здавали в оренду, мали усі вигоди, зокрема водяне опалення й електричне освітлення. Котельня для опалення стояла у торці на Малій Володимирській вулиці (тепер — вулиця Олеся Гончара). Електростанція, облаштована у подвір'ї, виробляла електрику для цього будинку і будівлі на Рейтарській вулиці, 24/27, яка належала матері Миколи Яскевича. У дворі була також мурована льодовня з бетонним склепінням.
На початку ХХ сторіччя частину приміщень займала жіноча гімназія.
У грудні 1910 року біля будинку пустили трамвайний маршрут № 5, який пролягав від Прорізної (Хрещатика) до Шулявки, з поворотом з Ярославового Валу на Маловолодимирську.
Після 1919 року більшовики націоналізували будинок і розмістили там комунальні квартири.
У 1990-х роках провели капітальний ремонт із переплануванням.
Власником нерухомості у будинку був Дмитро Табачник, міністр освіти та науки часів президента Віктора Януковича. У листопаді 2022 року йому оголосили підозру в державній зраді (ч. 2 ст. 111 Кримінального кодексу України). У січні 2023 року майно Табачника, зокрема й у будинку, арештувала СБУ.

## Видатні мешканці
Микола Яскевич володів кам'яницею у 1898—1901 роках. За цей час ним спроєктовані «Кам'яниця із крилатими гуріями» (№ 2/1) на Ольгинській вулиці, будинок № 24/27 (1897—1898) і «Кам'яниця із драконами» (1900) на Рейтарській, будинок № 30/10 (1901) і будинок № 40/25 (1900—1901) на Богдана Хмельницького, будівлі на Кониського, 20 (1899), Архітектора Городецького, 10/1 (1900), В'ячеслава Липинського, 8 (1900), Тарасівській, 6 (1900—1903) та інші.
У квартирах № 31, 2 і 4 у різний період із 1900 до 1940 років із перервою мешкав інший архітектор — Володимир Безсмертний (1861—1940). За час проживання тут він розробив проєкти «Будинку із котами» (1909) на Гоголівській вулиці, «Будинку з ірисами» на вулиці Юрія Іллєнка, 8 (1910—1911), елеватора на млині Бродського, що на Подолі (1907) тощо.
У 1920—1941 роках у будинку жив Микола Грінченко (1888—1942), музикознавець, фольклорист, заслужений діяч мистецтв, ректор Музично-драматичного інституту, професор Київської консерваторії, автор ґрунтовних праць з історії української музики. 1941 року евакуювався до Уфи, де очолив Інститут народної творчості та мистецтв Академії наук УРСР (тепер — Інститут мистецтвознавства, фольклористики та етнології імені М. Т. Рильського НАН України). Але наступного року помер в евакуації. 1965 року на фасаді будинку йому встановили меморіальну дошку.

Сестри Старицькі мешкали у будинку до свого арешту НКВС
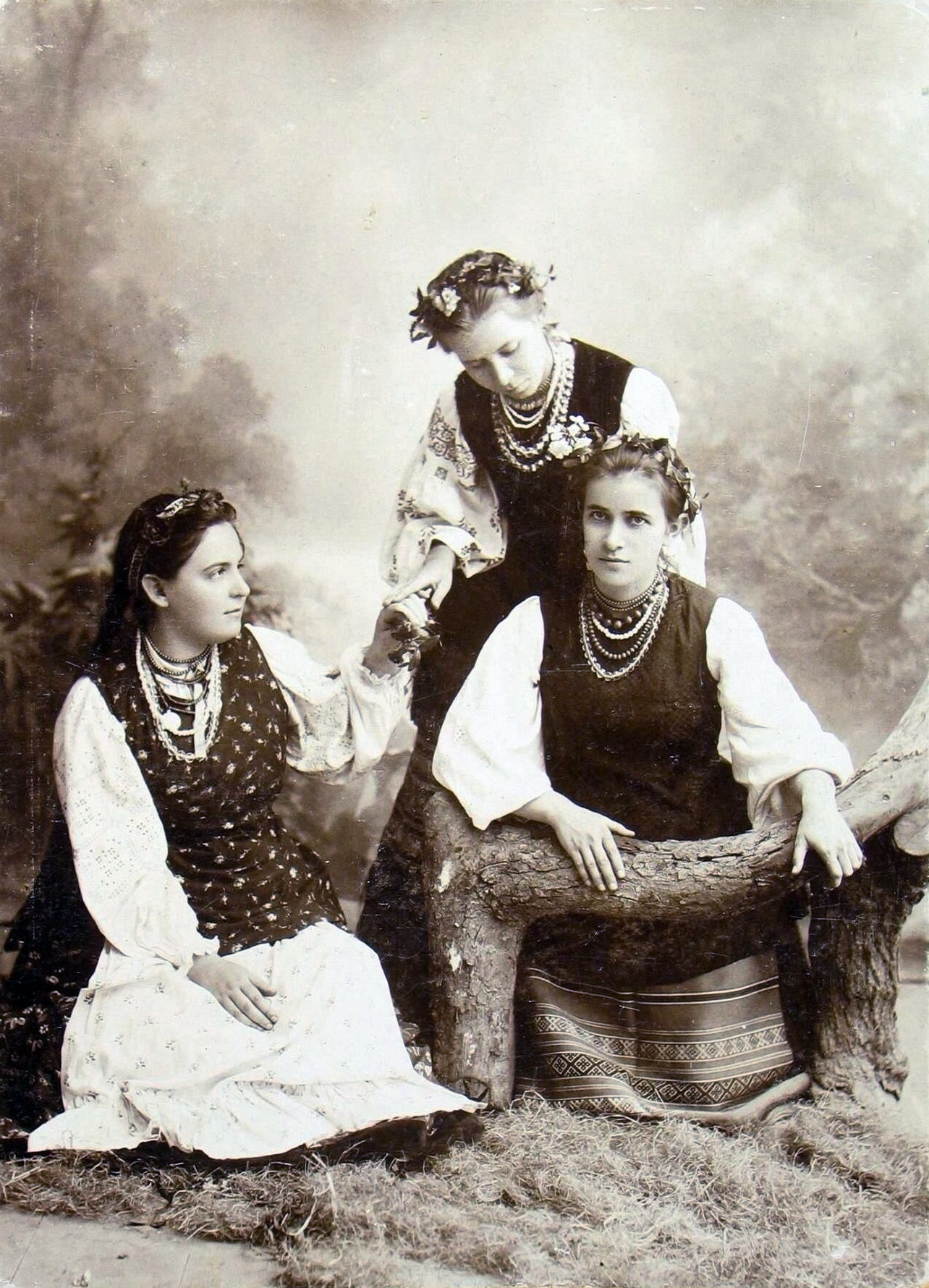
Зліва: Оксана Старицька (Стешенко), Леся Українка, Ольга Косач.
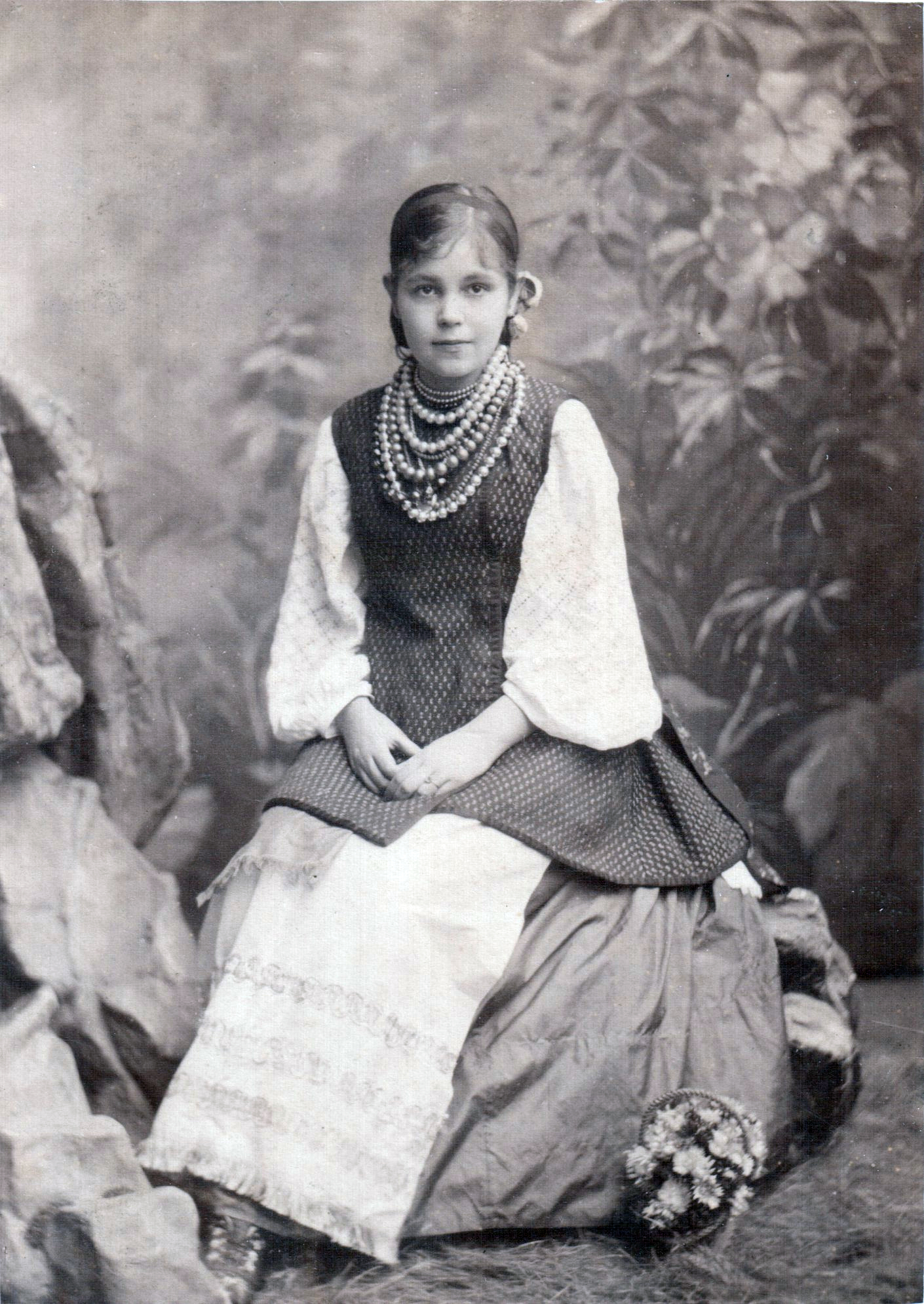
Людмила Старицька (Черняхівська)

У 1914—1918 роках чотирикімнатну квартиру квартиру № 16 на четвертому поверсі винаймав Іван Стешенко (1873—1918), український громадський і політичний діяч, педагог, письменник, перекладач, згодом один з організаторів Центральної Ради, генеральний секретар (міністр) освіти. Активно впроваджував українізаторську політику в навчальному процесі, розробляв українські підручники, термінологічні словники, навчальні програм. Частина урядовців чинила опір його діяльності. А 29 липня 1918 року Івана Стешенка вбив більшовицький агент.
У квартирі № 18 проживали доньки українського письменника Михайла Старицького і племінниці видатного українського композитора Миколи Лисенка: Оксана Стешенко (1875—1942) і з 1936 року Людмила Старицька-Черняхівська (1868—1941). Оксана — дитяча письменниця, дружина Івана Стешенка. Її сина Ярослава Стешенка (1904—1939) кілька разів заарештовували комуністи. На його очах більшивики вбили батька. Зрештою, Ярослав загинув у радянських таборах. Людмила — українська письменниця, поетеса, драматургиня і громадська діячка. Її доньку Вероніку Черняхівську двічі заарештовували радянські каральні органи і, зрештою, розстріляли 1938 року. Людмила та її чоловік Олександр Черняхівський (1869—1939) проходили у справі Спілки визволення України.
20 липня 1941 року, напередодні вступу німців до Києва, енкавеесники провели у квартирі обшук, після якого заарештували сестер. Їх звинуватили у «германофільських настроях» і заслали до Казахстану. Перевозили у товарному вагоні. Людмила Старицька-Черняхівська померла в дорозі. Конвоїри її тіло не поховали, а просто викинули з вагона. Оксана Стешенко пережила сестру на рік і загинула в радянському концтаборі.

## Архітектура
Будівля цегляна, пофарбована, П-подібна у плані, має підвальний, мансардний і чотири житлові поверхи.
Фасади оформлені у стилі неоренесансу. Площина стін розчленована розкріповками, фланкованими лізенами на другому й четвертому поверхах і пілястрами на третьому. Горизонтальне членування підкреслене карнизами і широкими гуртами. Міжповерховий фриз декорований рослинним орнаментом.
Віконні прорізи прямокутні, а на третьому поверсі центральної розкріповки з боку вулиці Ярославів Вал — у вигляді аркових біфоріїв. Бетонні балкони мають металеві ґрати. З боку Ярославового Валу фасад спотворений стихійним склінням кількох балконів.
Фасад над вікнами третього поверху з боку вулиці Олеся Гончара декорований ліпленими левами, з боку Ярославового Валу — маскаронами і геральдичними знаками, а антревольти порталів — фігурками драконів.
Стелі кімнат оздоблював ліплений декор й альфрейний стінопис. Сходи — гранітні з металевим поруччям.

## Ілюстрації

Декор
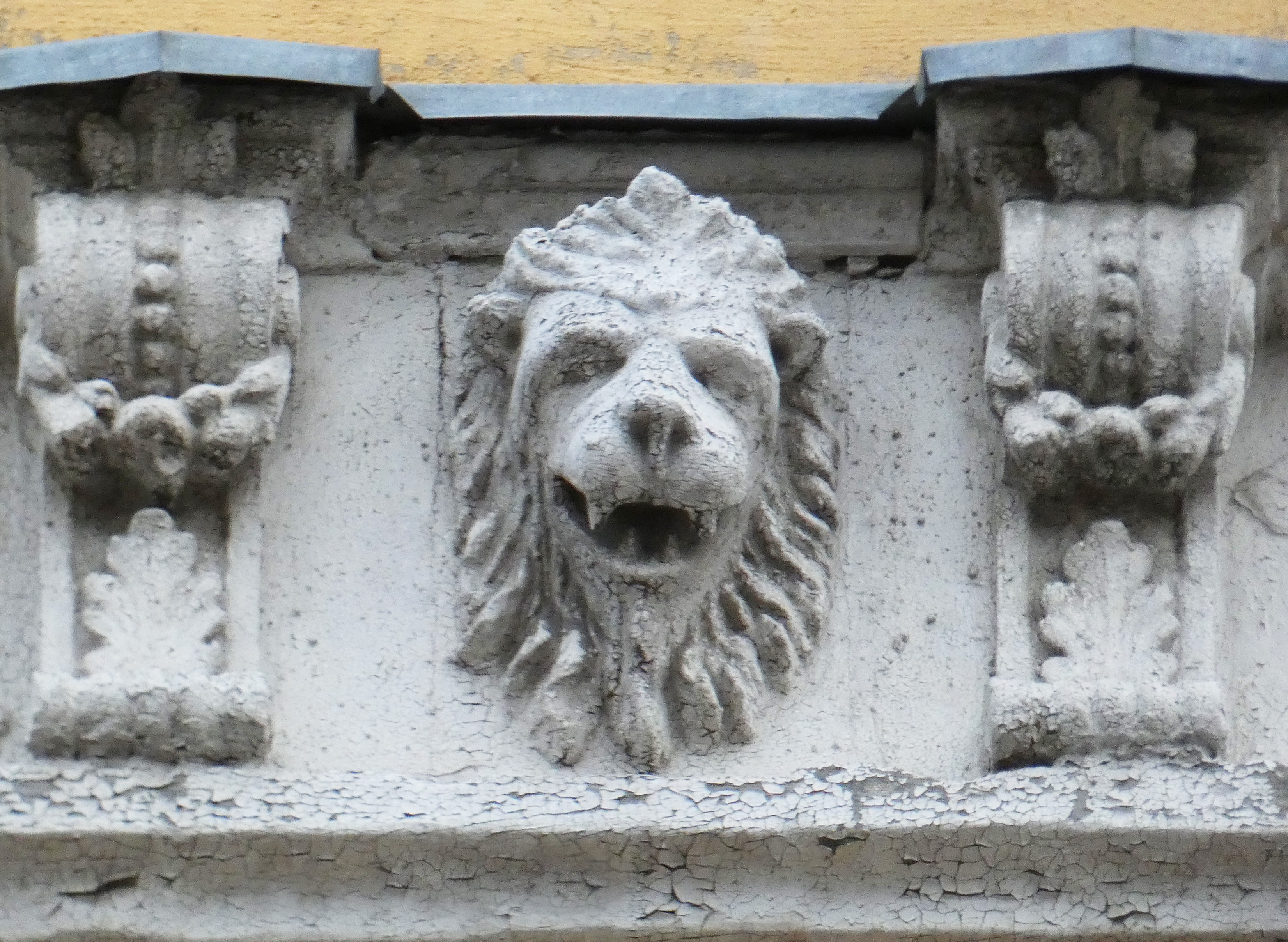
Маскарон лева
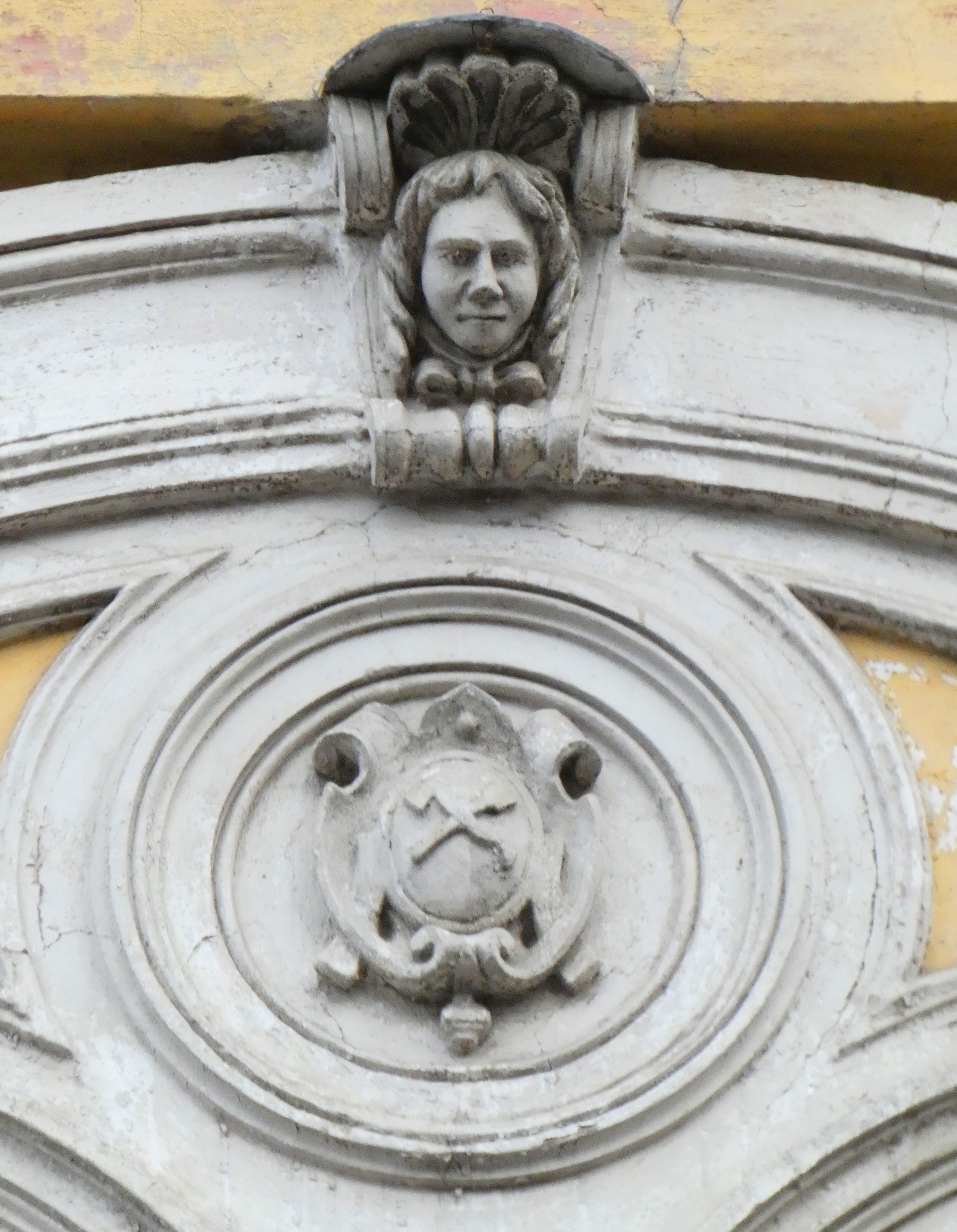
Декоративні елементи
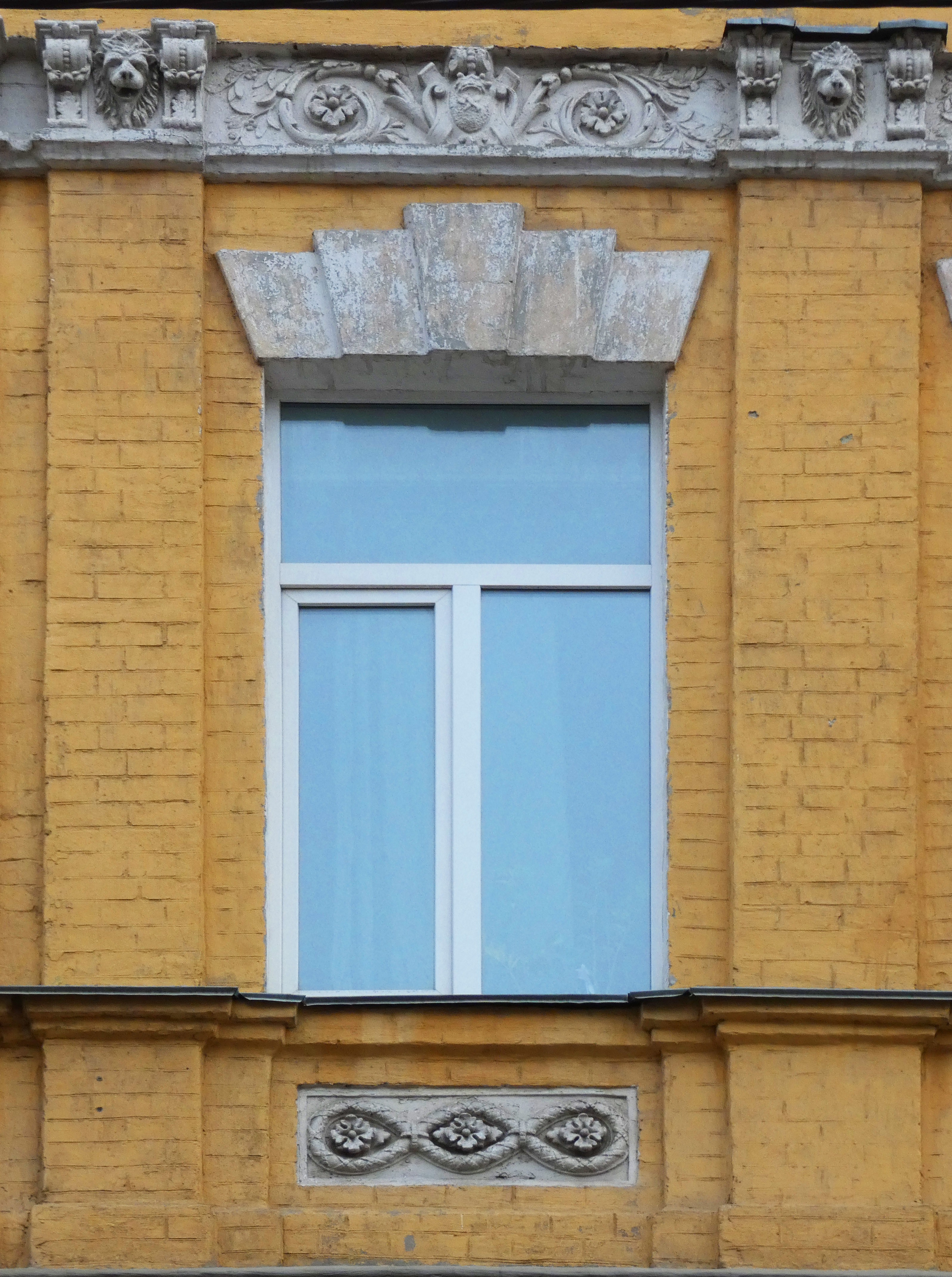
Вікно з боку вулиці Гончара
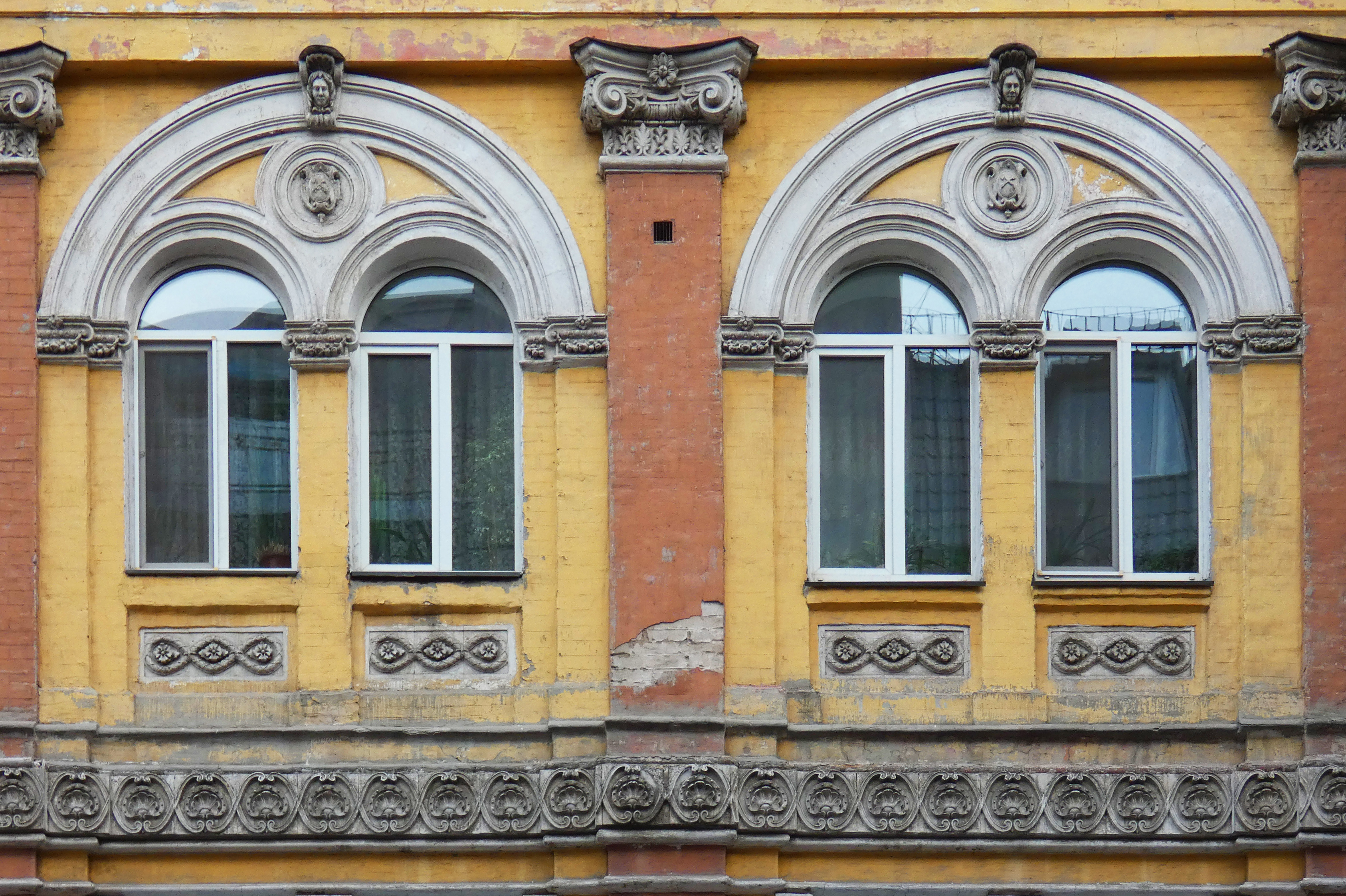
Аркові вікна у вигляді біфоріїв (Ярославів Вал)